# Ischnoptera brasiliana
Ischnoptera brasiliana är en kackerlacksart som beskrevs av Rocha e Silva 1984. Ischnoptera brasiliana ingår i släktet Ischnoptera och familjen småkackerlackor. Inga underarter finns listade i Catalogue of Life.